# Typhlopinae
Typhlopinae – podrodzina węży z rodziny ślepuchowatych (Typhlopidae).

## Zasięg występowania
Podrodzina obejmuje gatunki występujące w Ameryce. 

## Podział systematyczny
Do podrodziny należą następujące rodzaje:
- Amerotyphlops
- Antillotyphlops
- Cubatyphlops
- Typhlops